# Jeremy Sochan
Jeremy Juliusz Sochan (Guymon, 20 maggio 2003) è un cestista polacco con cittadinanza statunitense.

## Carriera

### Club
Dopo aver trascorso una stagione con i Baylor Bears, nel 2022 si dichiara eleggibile per il Draft NBA, in cui viene selezionato con la nona scelta assoluta dai San Antonio Spurs.

### Nazionale
In possesso della cittadinanza polacca grazie alle origini della madre, ha esordito con la nazionale polacca il 21 febbraio 2021, nella partita di qualificazione all'Europeo 2022 vinta per 88-81 contro la Romania.

## Statistiche

### NCAA
| Anno      | Squadra      | PG | PT | MP   | TC%  | 3P%  | TL%  | RP  | AP  | PRP | SP  | PP  |
| --------- | ------------ | -- | -- | ---- | ---- | ---- | ---- | --- | --- | --- | --- | --- |
| 2021-2022 | Baylor Bears | 30 | 1  | 25,1 | 47,4 | 29,6 | 58,9 | 6,4 | 1,8 | 1,3 | 0,7 | 9,2 |
| Carriera  | Carriera     | 30 | 1  | 25,1 | 47,4 | 29,6 | 58,9 | 6,4 | 1,8 | 1,3 | 0,7 | 9,2 |

#### Massimi in carriera
- Massimo di punti: 17 (3 volte)[6]
- Massimo di rimbalzi: 12 vs Central Arkansas (17 novembre 2021)
- Massimo di assist: 7 vs Alcorn State (20 dicembre 2021)
- Massimo di palle rubate: 3 vs Alcorn State (20 dicembre 2021)
- Massimo di stoppate: 3 vs Iowa State (1º gennaio 2022)
- Massimo di minuti giocati: 36 vs Oklahoma State (21 febbraio 2022)

### NBA

#### Regular Season
| Anno      | Squadra           | PG  | PT  | MP   | TC%  | 3P%  | TL%  | RP  | AP  | PRP | SP  | PP   |
| --------- | ----------------- | --- | --- | ---- | ---- | ---- | ---- | --- | --- | --- | --- | ---- |
| 2022-2023 | San Antonio Spurs | 56  | 53  | 26,0 | 45,3 | 24,6 | 69,8 | 5,3 | 2,5 | 0,8 | 0,4 | 11,0 |
| 2023-2024 | San Antonio Spurs | 74  | 73  | 29,6 | 43,8 | 30,8 | 77,1 | 6,4 | 3,4 | 0,8 | 0,5 | 11,6 |
| 2024-2025 | San Antonio Spurs | 54  | 23  | 25,3 | 53,5 | 30,8 | 69,6 | 6,5 | 2,4 | 0,8 | 0,5 | 11,4 |
| Carriera  | Carriera          | 184 | 149 | 27,3 | 46,8 | 29,0 | 72,5 | 6,1 | 2,8 | 0,8 | 0,5 | 11,4 |

#### Massimi in carriera
- Massimo di punti: 33 vs Atlanta Hawks (30 novembre 2023)
- Massimo di rimbalzi: 18 vs Phoenix Suns (26 marzo 2024)
- Massimo di assist: 9 vs Phoenix Suns (2 novembre 2023)
- Massimo di palle rubate: 5 vs Utah Jazz (28 marzo 2024)
- Massimo di stoppate: 3 vs Brooklyn Nets (17 marzo 2024)
- Massimo di minuti giocati: 42 vs Phoenix Suns (17 marzo 2024)

## Palmarès

### Individuale

#### NBA
- NBA All-Rookie Second Team (2023)